# Juan Vicente Gómez

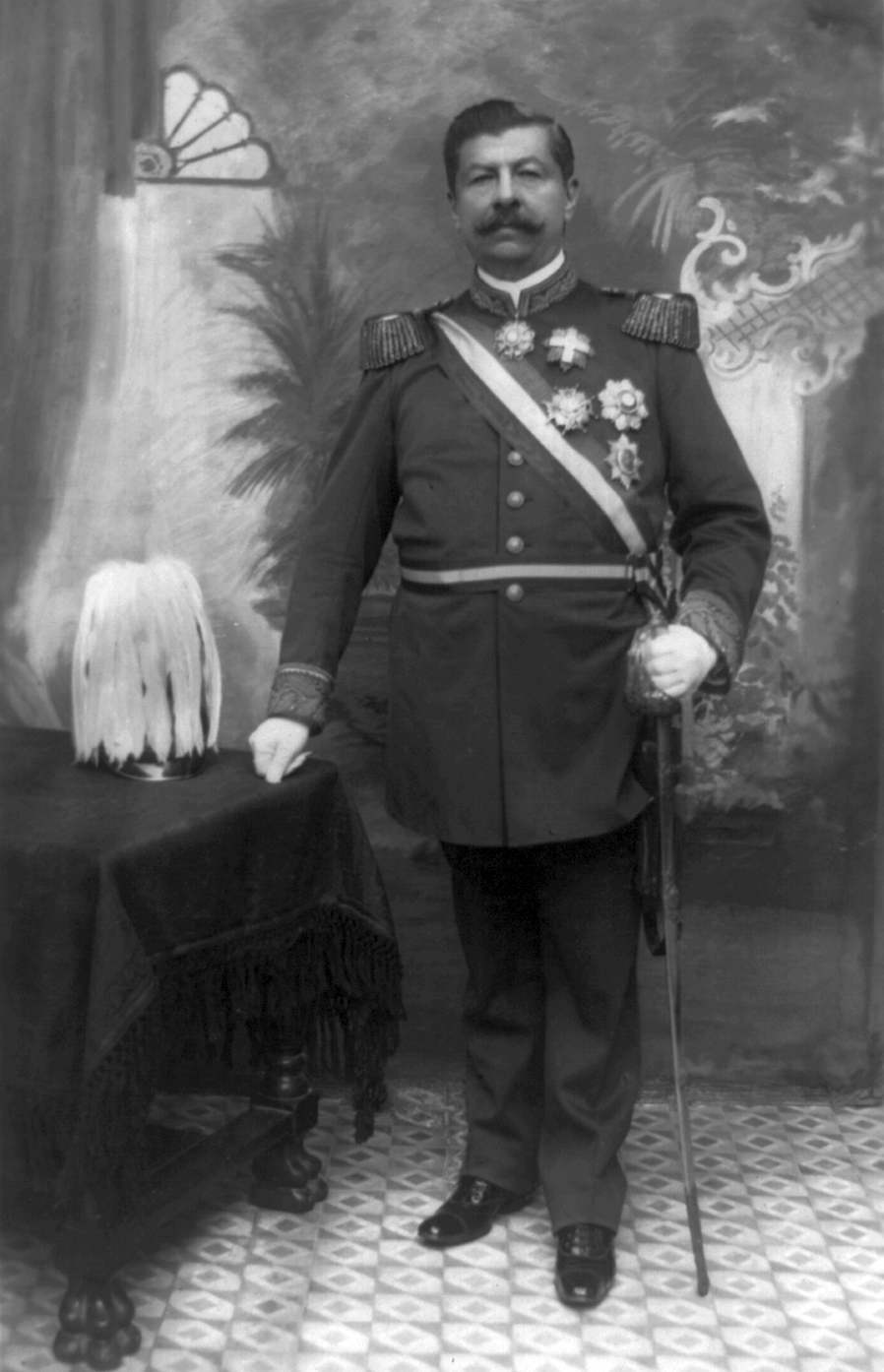
Juan Vicente Gómez

Juan Vicente Gómez [ˈɡomes] (* 24. Juli 1857 in San Antonio de Táchira; † 17. Dezember 1935 in Maracay) war ein venezolanischer Politiker und Offizier, der von 1908 bis zu seinem Tod 1935 Venezuela als Diktator regierte. Er hinterließ ein Land frei von Schulden, unterdrückte aber auch gnadenlos seine Gegner.

## Leben

### Anfänge
Juan Vicente Gómez kam am 24. Juni 1857 in San Antonio im Bundesstaat Táchira zur Welt. Nach dem Beispiel seines Vaters Pedro Cornelio Gómez wählte er eine militärische Laufbahn. Als sein Vater 1883 starb, übernahm er die Führung der Familie.

### Cipriano Castro

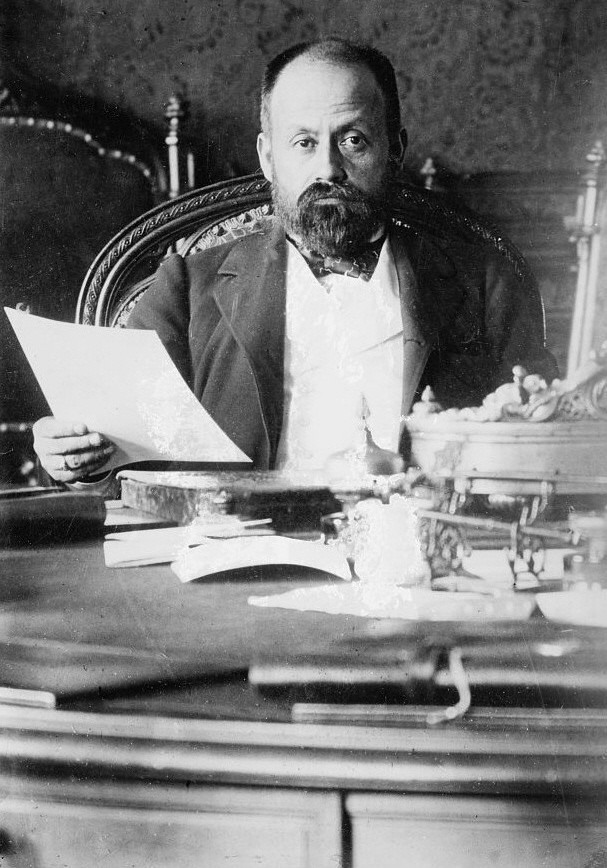
Cipriano Castro zwei Jahre bevor er von Gómez 1908 entmachtet wurde

Drei Jahre später lernte er Cipriano Castro kennen, die Gómez und die Castros gehörten zu den mächtigsten Familien der Region. Die beiden wurden Freunde, und Castro ernannte ihn in seiner eigenen Armee zum Oberst. 1892 wagte der Ex-Präsident Joaquín Crespo nach einer Verfassungskrise eine bewaffnete Rebellion, die von Cipriano Castro niedergeschlagen werden sollte. Crespo blieb siegreich, sodass Gómez und Castro bis 1899 nach Kolumbien ins Exil gehen mussten. Am 23. Mai dieses Jahres fielen die beiden – Gómez bereits im Range eines Generals und als Stellvertreter von Castro – in Táchira ein und übernahmen schließlich am 22. Oktober die Kontrolle über Caracas. Gómez wurde zum Gouverneur des Bundesdistrikts ernannt.
1901 setzte Castro eine neue Verfassung durch – seit der Unabhängigkeit von 1831 hat Venezuela bis 1945 insgesamt 22 Verfassungen erlebt – und wurde offiziell von der Verfassunggebenden Nationalversammlung zum Präsidenten ernannt. Gómez sowie der General Ramón Ayala wurden Vizepräsidenten.
Noch am 20. Dezember desselben Jahres wurde Gómez zum Divisionsgeneral ernannt, um eine Revolte von Militärführern und Landbesitzern niederzuschlagen, was ihm bis zum Juli 1903 auch gelang. Das trug ihm den Beinamen „El Pacificador“ ein. Der militärische Triumph machte Gómez so populär, dass Castro ihn verdächtigte, ihn entmachten zu wollen. 1906 kündigte er seinen Rückzug von der Präsidentschaft an, um die Reaktion von Gómez zu testen, aber dieser reagierte nicht.
1908 musste Castro nach Europa reisen, um sich medizinisch behandeln zu lassen. Diesmal nutzte Vizepräsident Gómez die Gelegenheit und organisierte einen Staatsstreich. Er untersagte Castro die Rückkehr und zwang ihn zu einem Leben im Exil.

### Die Diktatur
Als Gómez die Macht ergriff, wurde allgemein angenommen, dass die Zeit der Diktaturen vorbei sei und der „Pacificador“ Gómez dem Volk weitgehende Freiheiten gewähren würde. „Die Antwort von Gómez war brutal“, wie es in einer Zeitung hieß, die daraufhin geschlossen wurde. Andererseits ließ er die politischen Gefangenen aus der Zeit Castros frei.
Bis 1910, als er vom Kongress gewählt wurde, war Gómez noch nicht formell Präsident. Um den Schein zu wahren, wurde seine Präsidentschaft von 1914 bis 1915 und von 1929 bis 1931 von anderen Regierungen „unterbrochen“, die allerdings seinem Befehl gehorchten. Während dieser Zeit agierte er als Oberbefehlshaber der Streitkräfte. Nach Studentenprotesten ließ er die Universidad Central de Venezuela von 1912 bis 1922 schließen.
Obwohl Gómez allgemein als Diktator betrachtet wird, versuchte sein Regime immer eine demokratische Fassade aufrechtzuerhalten; verschiedene Verfassungszusätze erlaubten ihm, seine Amtszeiten auszudehnen und die Regierungen nach Belieben zu kontrollieren. Im August 1929 scheiterte ein Aufstandsversuch aus dem Exil von General Román Delgado Chalbaud, der dabei in einem Gefecht mit Regierungstruppen am 11. August fiel.

### Die Regierung
Der Diktator ging mit Oppositionellen hart ins Gericht, wozu nach seinem Verständnis auch Personen gehörten, die nur einzelne Maßnahmen kritisiert hatten. Sie wurden entweder in Gefängnisse gesteckt oder im Straßenbau eingesetzt. Die Staatseinnahmen wurden von ihm und seinen Familienangehörigen verwendet, ohne dass sie darüber Rechnung ablegen mussten.
Was nach außen hin wie eine Demokratie wirkte, lief intern zum Beispiel so ab, dass Gómez’ Sekretäre Botschaften verschickten, der General wünsche in einer Wahl Juan Pérez siegen zu sehen, woraufhin die Wähler für Juan Pérez „stimmten“. Angesichts dieser Verhältnisse wagten nur wenige Menschen, etwas gegen die Diktatur zu unternehmen.
Gómez änderte auch nach Belieben die Verfassung, etwa als er das Amt des Oberbefehlshabers der Streitkräfte übernehmen wollte, während ein Statthalter die Regierung kontrollierte. Im Parlament besaß er ständig eine Mehrheit, die seinen Wünschen entgegenkam. Als letzten Gegner beseitigte er den General Nicolas Rolando, womit auch die Widerstände in den Streitkräften gegen seine Herrschaft gebrochen wurden.

### Erdöl
1917 wurde Erdöl in Venezuela entdeckt, woraufhin Gómez Unternehmen aus den Vereinigten Staaten zur Förderung einlud. Ihnen wurden weitgehende Rechte eingeräumt. Mit den Einnahmen trug Gómez die enormen Staatsschulden ab, die noch aus der Zeit vor Castro stammten. Der Konflikt war damals so weit fortgeschritten, dass die europäischen Gläubiger 1902/1903 mit Kriegsschiffen venezolanische Häfen blockiert und einen Krieg angedroht hatten (Venezuela-Krise). Nun verwandelte sich Venezuela zum einzigen schuldenfreien Land in Südamerika, und Gómez konnte die weiteren Staatseinnahmen nach seinem persönlichen Belieben nutzen. Einen Teil der Einnahmen investierte er auch für ein umfassendes Straßennetz, womit das Land vereinigt wurde.
Venezuela entwickelte sich unter der Diktatur von Juan Vicente Gómez zu einer der führenden Wirtschaftsmächte Lateinamerikas mit einer stabilen Währung. Der Agrarstaat wandelte sich zu einem Exporteur von Rohstoffen; Venezuela stieg zum drittgrößten Erdölproduzenten der Welt auf. In der Erdölindustrie fanden allerdings nur zwei Prozent der Bevölkerung Arbeit, während die Landarbeiter weiter am Rande des Existenzminimums lebten. Während Gómez’ Herrschaft wurde auch die Fluggesellschaft Linea Aeropostal Venezolana gegründet und die ersten Flughäfen gebaut. Er integrierte die verschiedenen Privatarmeen des Landes in die Nationalen Streitkräfte und unterzog sie einem Modernisierungsprogramm, wozu auch die Gründung einer Militärakademie gehörte.

### Tod

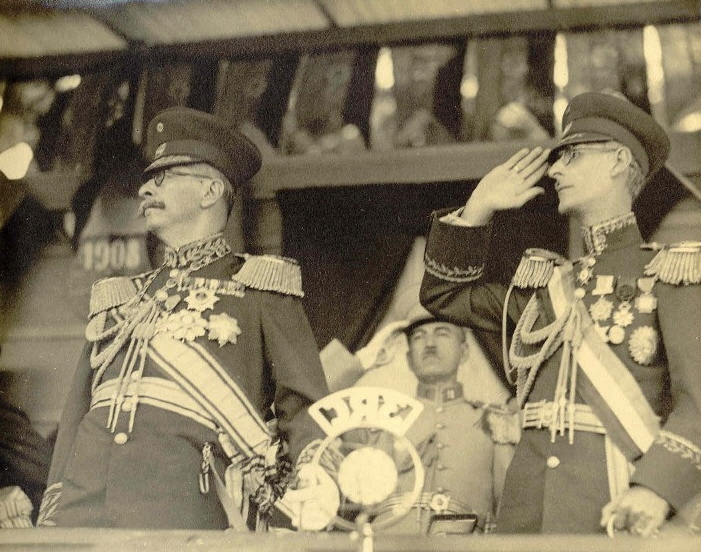
Juan Vicente Gómez (links) mit seinem Nachfolger López Contreras, 1934

1928 erhob sich eine Gruppe von Studenten der Zentraluniversität von Venezuela gegen die Herrschaft von Gómez. Sie scheiterten und vermehrten die Zahl der politischen Gefangenen, die im Straßenbau eingesetzt wurden. Auf sie geht der Ausdruck „Generation von ’28“ zurück.
Als Gómez 1935 starb, herrschte allgemeiner Jubel. Sein gewaltiges Vermögen, das auf 115 Millionen Bolívares geschätzt wurde, wurde im folgenden Jahr zugunsten des Staatshaushalts eingezogen. Sein Neffe und potentieller Nachfolger Eustoquio Gómez wurde kurze Zeit später erschossen.